# Ischgl
Ischgl (1.377 mét hoặc 4.518 feet) là một thị trấn thuộc thung lũng Paznaun thuộc bang Tyrol của Áo. Khu nghỉ dưỡng trượt tuyết Silvretta Arena Ischgl-Samnaun được kết nối với khu nghỉ mát trượt tuyết Samnaun qua biên giới ở Thụy Sĩ để tạo thành một trong những khu nghỉ mát trượt tuyết lớn nhất trên dãy Alps. Ischgl là một điểm nóng lớn của Đại dịch COVID-19 tại châu Âu.

## Khu nghỉ dưỡng trượt tuyết
Ischgl nằm ở phía Áo của một trong những khu trượt tuyết lớn nhất thế giới. 238 pít-tông chải chuốt của nó được phục vụ bởi hơn 45 thang máy cơ học bao gồm cáp treo, các gondola thang máy ghế có thể tháo rời và một số thanh T. Ba đường dây cáp cho phép truy cập vào khu vực trượt tuyết từ làng: Pardatschgratbahn, Fimbabahn & Silvrettabahn. Chỉ có Fimbabahn và Silvrettabahn có trạm trung gian. Nhiều thang máy hội tụ tại Idalp, nơi có một nhà hàng. Khu vực phía trên Idalp cung cấp các pít-tông rộng, dễ dàng và công viên tuyết.